# 辻村みよ子
辻村 みよ子（つじむら みよこ、1949年7月13日 - ）は、日本の法学者。専門は憲法。学位は、法学博士（一橋大学・論文博士・1990年）。東北大学名誉教授。前明治大学法科大学院ジェンダー法センター長・教授。弁護士。
東北大学ディスティングイッシュトプロフェッサー、パリ第2大学比較法研究所招聘教授、国際憲法学会日本支部副代表、全国憲法研究会代表、ジェンダー法学会理事長、日本学術会議会員を歴任。

## 人物
東京都で理工系大学教授の子として生まれる。実兄も理工系大学教授。広島県で被爆者の養父母に育てられる。自身が養女であることを知らずに被爆二世として平和と憲法を志し、広島大学附属高等学校を経て、一橋大学法学部に進学する。全学部合わせて1学年約800人のなか女子学生は10名だった当時、在学中女子ボート部を作り筋トレなどに励んだ。
一橋大学大学院法学研究科進学後、1793年憲法やフランス革命期の民衆の憲法思想の研究を行い、1973年からフランスに短期留学。指導教官は杉原泰雄。大学院時代に結婚する。1978年一橋大学法学部助手となるが、「女に憲法は向かない」といわれ、大学への就職がなかなか決まらずにいた。のち、成城大学教授を経て、東北大学で国公立大学法学部初の女性憲法学教授に就任。
2003年21世紀COEプログラム「ジェンダー法・政策研究」拠点リーダー、2008年グローバルCOEプログラム「グローバル時代の男女共同参画と多文化共生」拠点リーダー。日本学術会議会員。夫は国際私法学者の横山潤（一橋大学名誉教授）。横山泉（一橋大学教授、経済学博士）は子。
2012年には会長を務める内閣府男女共同参画会議女性に対する暴力に関する専門調査会で、強姦罪を非親告罪化する法改正を求める報告書を取りまとめた（2017年に改正）。2021年糠塚康江、大山礼子らとジェンダー法政策研究所を設立し共同代表に就任。

## 略歴

### 学歴
- 1968年3月 - 広島大学附属高等学校卒業
- 1972年3月 - 一橋大学法学部法律学科卒業
- 1978年3月 - 一橋大学大学院法学研究科憲法学専攻博士課程単位取得満期退学
- 1990年7月 - 法学博士（一橋大学）（学位論文「フランス革命の憲法原理-近代憲法とジャコバン主義」）

### 職歴
- 1978年4月 - 一橋大学法学部助手
- 1982年4月 - 成城大学法学部専任講師
- 1985年4月 - 成城大学法学部助教授
- 1992年4月 - 成城大学法学部教授
- 1999年4月 - 東北大学法学部教授
- 2000年4月 - 東北大学大学院法学研究科教授
- 2008年4月 - 東北大学ディスティングイッシュトプロフェッサー
- 2013年4月 - 明治大学大学院法務研究科ジェンダー法センター長・教授(2020年3月31日まで)
- 2018年7月 - 東京弁護士会弁護士登録、さかきばら法律事務所入所[9]
- 2021年8月 - ジェンダー法政策研究所（GELEPOC）設立、同共同代表
- 2022年4月 - 関戸法律事務所入所[10]

この間パリ第2大学比較法研究所招聘教授等も務める。

#### 学外における役職

##### 学会活動等
- 日本公法学会理事
- 全国憲法研究会代表(2011年10月より2013年まで)
- 憲法理論研究会運営委員
- 日本法社会学会理事
- ジェンダー法学会理事長（2009年 - 2011年）
- 民主主義科学者協会法律部会理事（2005年 - 2008年）
- 日仏法学会理事
- 2003年 - 2013年 日本学術会議会員

##### 社会的活動
- 法務省司法試験考査委員
- 内閣府男女共同参画会議議員
- 内閣府男女共同参画局基本問題専門調査会
- 国立女性教育会館査読専門委員
- 日本学術振興会特別研究員等審査会専門委員
- 仙台市資産等公開審査会委員
- 日仏会館評議員[11]

## 受賞
- 第7回渋沢・クローデル賞（1990年）
- 第2回昭和女子大学女性文化研究賞（2010年）[12]
- 第1回澤柳政太郎記念東北大学男女共同参画賞（2014年）
- 男女共同参画社会づくり功労者内閣総理大臣表彰（2021年度）[13]

## 著作

### 単著
- 『フランス革命の憲法原理』（日本評論社，1989年7月）
- 『「権利」としての選挙権』（勁草書房，1989年7月）
- 『人権の普遍性と歴史性』（創文社，1992年9月）
- 『女性と人権――歴史と理論から学ぶ』（日本評論社，1997年12月）
- 『憲法』（日本評論社，初版, 2000年4月／第2版, 2004年3月／第3版, 2008年3月／第4版, 2012年3月／第5版, 2016年4月／第6版，2018年4月／第7版，2021年3月）
- 『市民主権の可能性』（有信堂高文社，2002年5月）
- 『比較憲法』（岩波書店，初版2003年3月、新版2011年3月）
- 『ジェンダーと法』（不磨書房，2005年4月）
- 『自治体と男女共同参画――政策と課題』（イマジン出版，2005年9月）
- 『ジェンダーと人権――歴史と理論から学ぶ』（日本評論社，2008年3月）
- 『憲法とジェンダー――男女共同参画と多文化共生への展望』（有斐閣，2009年12月）
- 『フランス憲法と現代立憲主義の挑戦』（有信堂高文社，2010年5月）
- 『ジェンダーと法〔第2版〕』（信山社，2010年10月）
- 『憲法から世界を診る――人権・平和・ジェンダー＜講演録＞』（法律文化社，2011年5月）
- 『ポジティヴ・アクション――「法による平等」の技法』（岩波書店，2011年9月）
- 『代理母問題を考える』（岩波書店，2012年9月）
- 『概説 ジェンダーと法――人権論の視点から学ぶ』（信山社，2013年10月）
- 『人権をめぐる十五講――現代の難問に挑む』（岩波書店，2013年11月）
- 『比較のなかの改憲論――日本国憲法の位置』（岩波書店，2014年1月）
- 『選挙権と国民主権――政治を市民の手に取り戻すために』（日本評論社，2015年5月）
- 『憲法と家族』（日本加除出版，2016年4月）

#### 辻村みよ子著作集
- 第1巻『フランス憲法史と立憲主義』（2020年5月）
- 第2巻『人権の歴史と理論』（2021年2月）
- 第3巻『国民主権と選挙権』（2021年7月）
- 第4巻『憲法とジェンダー法学』（2022年1月）
- 第5巻『家族と憲法』（2022年7月）
  - すべて信山社出版

### 編著
- 『フランスの憲法判例』（編集代表、信山社，2002年10月）
- 『世界のポジティヴ・アクションと男女共同参画』（東北大学出版会，2004年3月）
- 『ジェンダーの基礎理論と法』（東北大学出版会，2007年10月）
- 『基本憲法』（悠々社，2009年4月）
- 『ジェンダー社会科学の可能性』（岩波書店，2011年）
- 『ニューアングル憲法――憲法判例×事例研究』（法律文化社，2012年5月）

### 訳書
- （オリヴィエ・ブラン）『女の人権宣言――フランス革命とオランプ・ドゥ・グージュの生涯』（岩波書店，1995年12月）

### 共著
- （樋口陽一・山内敏弘・篠原一）『憲法判例を通して見た戦後日本』（新地書房，1990年6月）
- （金城清子）『女性の権利の歴史』（岩波書店，1992年10月）
- （樋口陽一・山内敏弘）『憲法判例を読みなおす』（日本評論社，初版1994年5月、改訂版1999年3月）
- （小森陽一）『有事法制と憲法』（岩波書店，2002年12月）
- （樋口陽一・山内敏弘・蟻川恒正）『新版・憲法判例を読みなおす』（日本評論社，2011年4月）
- （糠塚康江）『フランス憲法入門』（三省堂，2012年4月）

### 共編著
- （樋口陽一・森英樹・高見勝利）『憲法理論の50年』（日本評論社，1996年5月）
- （中村睦男・高橋和之）『欧州統合とフランス憲法の変容』（有斐閣，2003年2月）
- （樋口陽一・森英樹・高見勝利）『国家と自由――憲法学の可能性』（日本評論社，2004年5月）
- （稲葉馨）『日本の男女共同参画政策――国と地方公共団体の現状と課題』（東北大学出版会，2005年4月）
- （山元一）『ジェンダー法学・政治学の可能性』（東北大学出版会，2005年6月）
- （初宿正典）『新 解説世界憲法集』（三省堂，初版2006年11月、第2版2010年4月）
- （水野紀子・河上正二）『男女共同参画のために――政策提言』（東北大学出版会，2008年3月）
- （西谷祐子・戸澤英典）『世界のジェンダー平等――理論と政策の架橋をめざして』（東北大学出版会，2008年3月）
- （大沢真理）『ジェンダー平等と多文化共生――複合差別を超えて』（東北大学出版会，2010年4月）
- （長谷部恭男）『憲法理論の再創造』（日本評論社，2011年3月）
- （樋口陽一・森英樹・高見勝利・長谷部恭男）『国家と自由・再論』（日本評論社，2012年3月）
- （スティール若希）『アジアにおけるジェンダー平等――政策と政治参画』（東北大学出版会，2012年4月）
- 辻村みよ子、三浦まり、糠塚康江、三成美保、大山礼子、川橋幸子ほか 著、辻村みよ子、三浦まり、糠塚康江 編『女性の参画が政治を変える―候補者均等法の活かし方』信山社出版、2020年2月29日。ISBN 978-4797286465。